# Blue Ridge, Georgia
Blue Ridge är administrativ huvudort i Fannin County i Georgia. Enligt 2010 års folkräkning hade Blue Ridge 1 290 invånare.